# 에마뉘엘 세니에르
에마뉘엘 세녜(Emmanuelle Seigner, 프랑스어 발음: [sɛɲe], 1966년 6월 12일 ~ )는 프랑스의 배우, 가수, 전직 모델이다. 영화 감독 로만 폴란스키의 아내이다.

## 출연 작품
- 로만 폴란스키 영화
  - 실종자 (1988)
  - 비터 문 (1992)
  - 나인스 게이트 (1999)
  - 비너스 인 퍼 (2013)
  - 실화: 숨겨진 비밀 (2017)
  - 장교와 스파이 (2019)

- 탐정 (1985)
- 방돔 광장 (1998) - 나탈리 역
- 라 비 앙 로즈 (2007) - 티틴 역
- 잠수종과 나비 (2007) - 셀린 데스물랑 역
- 지알로 (2009)
- 인 더 하우스 (2012)
- 웃는 남자 (2012)
- 자도빌 포위작전 (2016)
- 고흐, 영원의 문에서 (2018) - 지누 부인 역